# 2018年亞洲運動會射擊比賽
2018年亞洲運動會射擊比賽為第十八屆亞洲運動會的其中一項競賽項目，共產生20面金牌；賽事於2018年8月19日至8月26日期間在查卡峇林射擊靶場舉行。

## 獎牌統計

### 國家獎牌榜
| 排名 | 国家／地区              | 金牌 | 银牌 | 铜牌 | 總數 |
| ---- | ----------------------- | ---- | ---- | ---- | ---- |
| 1    | 中国（CHN）             | 8    | 5    | 2    | 15   |
| 2    | 韩国（KOR）             | 3    | 4    | 5    | 12   |
| 3    | 印度（IND）             | 2    | 4    | 3    | 9    |
| 4    | 中华台北（TPE）         | 2    | 1    | 1    | 4    |
| 5    | 蒙古（MGL）             | 1    | 1    | 1    | 3    |
| 6    | 泰国（THA）             | 1    | 1    | 0    | 2    |
| 6    | 朝鲜（PRK）             | 1    | 1    | 0    | 2    |
| 8    | 黎巴嫩（LBN）           | 1    | 0    | 1    | 2    |
| 9    | 科威特（KUW）           | 1    | 0    | 0    | 1    |
| 10   | 日本（JPN）             | 0    | 1    | 1    | 2    |
| 11   | 印度尼西亚（INA）       | 0    | 1    | 0    | 1    |
| 11   | 沙特阿拉伯（KSA）       | 0    | 1    | 0    | 1    |
| 13   | 越南（VIE）             | 0    | 0    | 2    | 2    |
| 14   | 伊朗（IRI）             | 0    | 0    | 1    | 1    |
| 14   | （KAZ）                 | 0    | 0    | 1    | 1    |
| 14   | （QAT）                 | 0    | 0    | 1    | 1    |
| 14   | 阿拉伯联合酋长国（UAE） | 0    | 0    | 1    | 1    |
| 總計 | 總計                    | 20   | 20   | 20   | 60   |

### 項目獎牌榜

#### 男子項目
| 項目                | 金牌                          | 银牌                                          | 铜牌                                       |
| 10公尺空氣手槍      | 绍拉布·乔杜里 · 印度（IND）   | 松田知幸 · 日本（JPN）                        | Abhishek Verma · 印度（IND）               |
| 25公尺快射手槍      | 姚兆楠 · 中国（CHN）          | 林俊敏 · 中国（CHN）                          | 金埈弘 · 韩国（KOR）                       |
| 10公尺空氣步槍      | 杨皓然 · 中国（CHN）          | Deepak Kumar · 印度（IND）                    | 呂紹全 · 中华台北（TPE）                   |
| 50公尺步槍三姿      | 惠子程 · 中国（CHN）          | Sanjeev Rajput · 印度（IND）                  | 松本崇志 · 日本（JPN）                     |
| 300公尺標準步槍三姿 | Choi Young-jeon · 韩国（KOR） | Hussain Ghuwayli al-Harbi · 沙特阿拉伯（KSA） | Lee Won-gyu · 韩国（KOR）                  |
| 10公尺移動靶        | 郑有真 · 韩国（KOR）          | 朴明远 · 朝鲜（PRK）                          | Ngô Hữu Vượng · 越南（VIE）                |
| 10公尺移動靶混合    | 朴明远 · 朝鲜（PRK）          | M. Sejahtera Dwi Putra · 印度尼西亚（INA）    | 甘宇 · 中国（CHN）                         |
| 不定向飛靶          | 楊昆弼 · 中华台北（TPE）      | Lakshay Lakshay · 印度（IND）                 | 安大明 · 韩国（KOR）                       |
| 雙不定向飛靶        | Shin Hyun-woo · 韩国（KOR）   | Shardul Vihan · 印度（IND）                   | Hamad Ali al-Marri · （QAT）               |
| 定向飛靶            | 曼苏尔·拉希迪 · 科威特（KUW） | 金迪 · 中国（CHN）                            | Saif al-Mansoori · 阿拉伯联合酋长国（UAE） |

#### 女子項目
| 項目           | 金牌                            | 银牌                                      | 铜牌                             |
| 10公尺空氣手槍 | 王倩 · 中国（CHN）              | 金珉静 · 韩国（KOR）                      | Heena Sidhu · 印度（IND）        |
| 25公尺手槍     | Rahi Sarnobat · 印度（IND）     | Naphaswan Yangpaiboon · 泰国（THA）       | 金珉静 · 韩国（KOR）             |
| 10公尺空氣步槍 | 趙若竹 · 中国（CHN）            | 鄭恩惠 · 韩国（KOR）                      | 干呼亚格·南丁扎娅 · 蒙古（MGL）  |
| 50公尺步槍三姿 | 干呼亚格·南丁扎娅 · 蒙古（MGL） | Chuluunbadrakhyn Narantuyaa · 蒙古（MGL） | Mahlagha Jambozorg · 伊朗（IRI） |
| 不定向飛靶     | 张鑫秋 · 中国（CHN）            | 康志銀 · 韩国（KOR）                      | Ray Bassil · 黎巴嫩（LIB）       |
| 雙不定向飛靶   | 李清念 · 中国（CHN）            | 白一廷 · 中国（CHN）                      | 瑪麗亞·德米崔彥科 · （KAZ）      |
| 定向飛靶       | 素迪耶·焦差勒密 · 泰国（THA）   | 魏萌 · 中国（CHN）                        | 金敏智 · 韩国（KOR）             |

#### 男女混合項目
| 項目           | 金牌                                      | 银牌                              | 铜牌                                     |
| 10公尺空氣手槍 | 中国（CHN） · 吳嘉宇 · 紀曉晶             | 韩国（KOR） · 李大明 · 金珉静     | 越南（VIE） · 陈国强 · 黎氏玲芝          |
| 10公尺空氣步槍 | 中华台北（TPE） · 呂紹全 · 林穎欣         | 中国（CHN） · 楊皓然 · 趙若竹     | 印度（IND） · Ravi Kumar · 阿普维·昌德拉 |
| 不定向飛靶     | 黎巴嫩（LBN） · Alain Moussa · Ray Bassil | 中华台北（TPE） · 楊昆弼 · 林怡君 | 中国（CHN） · 杜宇 · 王曉菁              |

## 外部連結
- Shooting at the 2018 Asian Games